# 將軍澳隧道
將軍澳隧道（英語：Tseung Kwan O Tunnel，簡稱：將隧、軍隧或舊隧）是貫通香港九龍東觀塘區和新界東西貢區將軍澳新市鎮的一條雙程雙線分隔雙管隧道，為一條連接新界區及九龍區的免費行車隧道，於1990年11月9日通車，限速70公里每小時，在將藍隧道於2022年12月11日啟用前曾為香港最短的收費公用隧道，在當日之後的將軍澳隧道改為免費通行，隧道人員獲授權執行《行車隧道（政府）條例》。

## 隧道歷史
隧道由1987年9月動工，耗資6億港元、歷時3年2個月至1990年11月9日早上六時半通車，並由時任布政司霍德主持剪綵儀式。隧道全長僅900米，穿越馬游塘，連接九龍東秀茂坪和新界東將軍澳，收費廣場設於現時的康華苑及寶達邨對開，下層鋪設水管為觀塘及港島東一帶供水。隧道通車初期因人手不足和流量不符預期，只於每日早上6:30至晚上10:30開放使用。再加上收費甚高，引起將軍澳居民以至西貢區議會的不滿，一度鬧上立法局。在政府當局引入營辦商管理後，1993年1月終擴展至全日通車。
將軍澳隧道和大老山隧道均是接連東九龍和新界東之主要幹道，在2001年將軍澳隧道平均每日行車量已達7.2萬架次，在隧道出現擠塞時，交通督導員會進行間歇封閉。2002年8月18日地鐵（今港鐵）將軍澳綫啟用後，將軍澳居民轉向使用鐵路交通前往香港島，巴士及小巴公司重組或取消部分前往市區路綫，使車輛流量大大減少，將軍澳隧道在繁忙時間的擠塞情況曾有所紓緩，但仍有往東區海底隧道車輛的龍尾。不過將軍澳人口的持續增長令隧道流量逐步回升，2007年已回復至地鐵通車前的水平，後塞車情況日漸惡化。
隨著將軍澳南（包括將軍澳市中心、調景嶺、日出康城等地）的住宅樓宇相繼落成入伙，區內人口不斷增加，促使將軍澳隧道流量再度上升。2017年至2022年間，將軍澳隧道更超越獅子山隧道，成為香港最繁忙非過海隧道。直至將軍澳－藍田隧道在2022年底通車，部分駕駛者轉用新隧道，才令塞車情況得以舒緩。
2018年2月4日起，駕車人士可以在將軍澳隧道的人手收費亭，以八達通或本地發行的非接觸式信用卡（包括Visa payWave、感應式Mastercard及銀聯閃付）拍卡繳付隧道費。
配合將藍隧道於2022年12月11日通車，同日凌晨零時起，將軍澳隧道改為免費通行，大約有30多名收費亭職員面臨失業，而原有收費亭將會移除。

## 歷年交通流量
| 年份 | 總行車架次 | 平均每日行車架次 |
| ---- | ---------- | ---------------- |
| 2023 | 29,495,873 | 80,811           |
| 2022 | 32,996,118 | 90,400           |
| 2021 | 35,102,958 | 96,172           |
| 2020 | 32,917,372 | 89,938           |
| 2019 | 34,566,573 | 94,703           |
| 2018 | 34,114,925 | 93,466           |
| 2017 | 33,858,239 | 92,762           |
| 2016 | 33,345,029 | 91,107           |
| 2015 | 32,687,103 | 89,554           |
| 2014 | 31,738,321 | 86,954           |
| 2013 | 31,095,869 | 85,194           |
| 2012 | 30,495,753 | 83,322           |
| 2011 | 29,340,412 | 80,385           |
| 2010 | 28,187,640 | 77,226           |
| 2009 | 26,440,028 | 72,438           |
| 2008 | 26,340,965 | 71,970           |
| 2007 | 26,454,165 | 72,477           |
| 2006 | 25,273,420 | 69,242           |
| 2005 | 24,734,097 | 67,765           |
| 2004 | 24,777,134 | 67,697           |
| 2003 | 23,888,690 | 65,448           |
| 2002 | 25,253,418 | 69,187           |
| 2001 | 26,352,620 | 72,199           |
| 2000 | 25,032,817 | 68,396           |
| 1999 | 23,173,791 | 63,490           |
| 1998 | 20,032,157 | 54,883           |
| 1997 | 17,200,368 | 47,124           |
| 1996 | 15,069,880 | 41,175           |
| 1995 | 13,017,818 | 35,665           |
| 1994 | 10,487,092 | 28,732           |
| 1993 | 7,304,666  | 20,013           |
| 1992 | 5,158,862  | 14,095           |
| 1991 | 3,535,363  | 9,686            |
| 1990 | 344,857    | 6,632            |

## 改善工程
通車初期，將軍澳隧道公路外的迴旋處由於需要應付來自三個方向的車輛，導致形成瓶頸，為了應付交通擠塞的問題，有關方面在1990年代後期，落實了計劃良久的分層交匯處建造工程，利用行車天橋、公路和引路，把前往不同地方的車輛分開。工程在2006年竣工，增強疏導交通效果之餘，交通意外亦明顯減少。

## 歷年收費
| 生效日期       | 劃一收費 | 劃一收費 |
| 生效日期       | 專營巴士 | 其他車輛 |
| -------------- | -------- | -------- |
| 1990年11月9日  | HK$3     | HK$3     |
| 1993年1月10日  | HK$4     | HK$4     |
| 1993年2月26日  | HK$3     | HK$3     |
| 2019年2月17日  | 免費     | HK$3     |
| 2022年12月11日 | 免費     | 免費     |

## 外部連結
| 论 编 | 香港7號幹線 |  |
| |             |  |
| 環保大道 – 將軍澳隧道公路 – 將軍澳隧道 – 將軍澳道 – 鯉魚門道 – 觀塘道（包括雅麗道天橋及觀塘道下通道） – 彩虹交匯處 – 龍翔道 – 呈祥道 |             |  |
| |             |  |